# Glockenkarkopf
De Glockenkarkopf, ook wel Klockerkarkopf of op zijn Italiaans Vetta d'Italia genoemd, is een 2911 meter hoge grensberg tussen de Oostenrijkse deelstaat Salzburg en het Italiaanse Zuid-Tirol.

## Geschiedenis
De berg werd voor het eerst door Fritz Kögl beklommen in 1895. De berg werd ook reeds in 1896 vermeld in een tijdschrift van een alpenvereniging. Desalniettemin kroonde de Italiaanse nationalist Ettore Tolomei zich op 16 juli 1904 tot eerste beklimmer van de bergtop en noemde de berg Vetta d'Italia, oftewel "bergtop van Italië". Zo zette hij zijn Italiaanse claim op het tot het keizerrijk Oostenrijk-Hongarije behorende Zuid-Tirol kracht bij.
Sinds het Verdrag van Saint-Germain van 1919 wordt de Glockenkarkopf aangeduid als het meest noordelijke punt van Italië. Heel nauwkeurig bekeken is dit echter een punt iets ten oosten van de bergtop.
Het gebruik van de Italiaanse naam stuit op grote bezwaren bij de lokale, Duitstalige bevolking van Zuid-Tirol. Onderzoekers beweren echter dat ook de meest gebruikelijke naam, Glockenkarkopf, niet de meest juiste naam is. De oudere en betere aanduiding zou Klockerkarkopf zijn, omdat de naam zou zijn afgeleid van de Klockeralm.